# Dormont de Belloy
Dormont de Belloy, egentligen Pierre-Laurent Buyrette, född 17 november 1727, död 5 mars 1775, var en fransk skådespelare och dramatiker.
Belloy blev medlem av Franska akademin 1771. Belloys mest berömda dramatiska arbeten är Le siège de Calais (1765), Gaston et Bayard (1770) och Gabrielle de Vergy (1770). Belloy hade som författare ett stort inflytande på Gustav III, och kungen skrev många av sina nationalhistoriska skådespel med de Belloy som förebild. Den enda av hans pjäser som trycktes i svensk översättning var Gaston och Bayard, tragedie i fem acter (översättning Johan David Valerius, 1801).